# Clube Paineiras do Morumby
El Clube Paineiras do Morumby es un club polideportivo brasileño en la ciudad de São Paulo.

## Palmarés
- 2 veces campeón de la Liga de Brasil de waterpolo masculino (1989, 1990)
- 2 veces campeón de la Copa de Brasil de waterpolo masculino (1989, 1990)